# Беляков, Владимир Павлович
Владимир Павлович Беляков — советский хозяйственный, государственный и политический деятель.

## Биография
Родился в 1937 году в селе Сагаджан. Член КПСС.
С 1959 года — на хозяйственной, общественной и политической работе. В 1959—2006 гг. — агроном-полевод, главный агроном, директор табаксовхозов «Чиликский», «Авангард», директор охотничьего хозяйства, замначальника ХОЗУ Управления делами Совмина КазССР, первый секретарь Энбекшиказахского райкома партии, председатель Алма-Атинского облисполкома, начальник главного управления агрохимического обслуживания и защиты растений Госагропрома КазССР, председатель РНПО по агрохимическому обслуживанию сельского хозяйства, председатель объединения «Казплодородие», президент КАК «Кунарлылык», гендиректор ТОО «Агрохиминтеграция».
Избирался депутатом Верховного Совета Казахской ССР 10-го и 11-го созывов. Делегат XXVI и XXVII съездов КПСС
Живёт в Казахстане.